# Stuoresjaure
Stuoresjaure är en sjö i Storumans kommun i Lappland och ingår i Umeälvens huvudavrinningsområde. Sjön har en area på 0,111 kvadratkilometer och ligger 812,6 meter över havet. Sjön avvattnas av vattendraget Storbäcken.

## Delavrinningsområde
Stuoresjaure ingår i det delavrinningsområde (729716-145242) som SMHI kallar för Mynnar i Jovattsån. Medelhöjden är 698 meter över havet och ytan är 20,2 kvadratkilometer. Det finns inga avrinningsområden uppströms utan avrinningsområdet är högsta punkten. Storbäcken som avvattnar avrinningsområdet har biflödesordning 3, vilket innebär att vattnet flödar genom totalt 3 vattendrag innan det når havet efter 403 kilometer. Avrinningsområdet består mestadels av skog (39 procent) och kalfjäll (60 procent). Avrinningsområdet har 0,11 kvadratkilometer vattenytor vilket ger det en sjöprocent på 0,9 procent.